# تل نقاره (بخش مرکزی ممسنی)
تل نقاره یک روستا در ایران است که در دهستان بکش یک در بخش مرکزی شهرستان ممسنی واقع شده‌است. تل نقاره ۳۲ نفر جمعیت دارد.